# Mk49
Az Mk49 sorozat egy keskenynyomközű pályákra szánt dízel-hidromechanikus mozdonysorozat.

## Előzmények
Az Mk49 sorozat megjelenése előtt forgalomba állított C50 típusú dízelmozdonyok meglehetősen elégtelennek bizonyultak a vontatási feladatok ellátására. Számos vasútvonalon – a lejtésviszonyok vagy a nagy vonatterhelések miatt – eleve használhatatlanok voltak. Az elsőként 1958-ban forgalomba állított Mk48 sorozatú dízelmozdonyok szélesebb körben voltak alkalmazhatók, mint a C50 típusú mozdonyok, azonban teljesítményük szintén elégtelennek mutatkozott. Számos keskenynyomközű vasúton ahhoz a megoldáshoz folyamodtak, hogy a kisebb elegytömegű személyszállító vonatokat C50 típusú vagy Mk48 sorozatú dízelmozdonyokkal továbbították, a tehervonatokat azonban továbbra is gőzmozdonyok vontatták.

## Története
A tisztán dízelmozdonyos üzem általánossá tételéhez egy újabb dízelmozdony típus kifejlesztésére volt szükség. Az Mk49 sorozatú dízelmozdonyok prototípusát 1961-ben készítették el a győri Wilhelm Pieck Magyar Vagon- és Gépgyárban. A jármű műszaki berendezéseit tekintve megegyezett a normál nyomtávolságú M38 sorozatú mozdonyokkal. Az új sorozat kifejlesztésének közvetlen kiváltó oka az volt, hogy nem létezett olyan dízelmozdony típus, amellyel a Sárospatak – Füzérkomlós vonalon korábban gőzmozdonnyal továbbított tehervonatok előfogatolás nélkül továbbíthatók lettek volna. Az M 071 gyári típusjelű új, négytengelyes dízelmozdonyok 760 mm nyomtávolsággal készültek. Ütközők közötti hosszuk 11 060 mm, szolgálati tömegük 27 tonna volt. A mozdonyok akár 50 méter sugarú ívekben is közlekedhettek. Megengedett legnagyobb sebességük 50 km/h volt. Tengelyterhelésük 68 kN (6,8 tonna) volt, ami meghaladta a legtöbb magyarországi kisvasúton megengedett terhelést. Így alkalmazásuk csak néhány, megfelelően megépített és karbantartott keskenynyomközű vonalon volt lehetséges. A prototípus – az Mk49,2001 psz. mozdony – kipróbálására a MÁV sárospataki keskenynyomközű vasútvonalán került sor. A sorozatgyártás keretében mindössze hat darab további Mk49 sorozatú mozdonyt készítettek (pályaszámuk: Mk49,2002 – Mk49,2007). A 2002 pályaszámú mozdonyt kezdettől fogva az Úttörővasúton használták. A prototípust, a 2003 és 2004 pályaszámú mozdonyokat a MÁV kecskeméti keskenynyomközű hálózatán állították forgalomba. A 2005, 2006 és 2007 pályaszámú mozdonyok átadásuktól kezdve szintén az Úttörővasúton közlekedtek. A kedvezőtlen tapasztalatok, azaz a gyakori meghibásodások, teljesítmény elégtelensége stb. miatt a Kecskeméti Kisvasút lemondott a mozdonyok üzemeltetéséről. A 2003 pályaszámú mozdonyt az Úttörővasút hűvösvölgyi fűtőházába, a 2001 és 2004 pályaszámú gépeket a sárospataki vonalra vezényelték. A hűvösvölgyi fűtőházban 1970 novemberében gyújtogatás következtében pusztító tűzben a 2003 és 2005 pályaszámú mozdonyok használhatatlanná váltak. Ennek nyomán a Sárospatakon állomásított két darab Mk49 sorozatú mozdonyt is átirányították az Úttörővasútra. Az Mk49 sorozatú dízelmozdonyok selejtezése 1971 szeptemberében kezdődött. A tűzeset után forgalomképes állapotban maradó mozdonyokat az Mk45 sorozatú dízelmozdonyok forgalomba állításával párhuzamosan, fokozatosan kivonták a forgalomból, majd 1973 októberében és decemberében selejtezték őket. Az Mk49 2006 mozdonyt Széchenyi-hegy állomáson kiállították, mely a Közlekedési Múzeum védettsége alatt áll. 2003-ban a mozdonyt a hűvösvölgyi fűtőházba vitték. A felújítása 2023-ben fejeződött be.
Az Mk49,2007 pályaszámú dízelmozdony főkeretét sokáig Győrben, a Magyar Vagon- és Gépgyárban őrizték. A maradvány azonban már nem lelhető fel. A sorozat többi példányát selejtezésüket követően elbontották.

## Szerkezete

### Gépi berendezés
A mozdony erőforrása egy Ganz-MVG 12 JV 13,5/17 típusú 12 hengeres V elrendezésű Ganz-Jendrassik rendszerű előkamrás szívó dízelmotor, mely gumirugókra támaszkodik. Az üzemanyagot egy, a motortérben elhelyezett 150 literes és egy, a vezetőfülke alatt lévő tartályban helyezték el. A dízelmotor előkardánnal hajt egy gyorsító előtétet, mely az UVA SRM DS 1 típusú hidromechnanikus hajtóműhöz csatlakozik. A hajtómű egy hidrodinamikus nyomatékmódosítóból és egy úgynevezett hamis bolygóműből, valamint egy ferodo-betétes tengelykapcsolóból áll. A hidrodinamikus nyomatékmódosító vezetőkereke szalagfékkel rögzíthető/oldható. Az első fokozatban a vezetőkerék szabadon forog, a turbinakerékkel ellentétes irányban. A vezetőkeréken keletkező nyomatékon a bolygókereken és a belső fogazású dobon keresztül átadja a turbina- (kimenő) tengelyre, így a hajtómű kis mérete ellenére viszonylag nagy nyomatékot tud átvinni. A bolygókerekek közben álló tengelyeik körül forognak, de a napkeréken nem gördülnek körül. A második fokozat a maximális sebesség 72%-ánál kapcsolódik. Ilyenkor a vezetőkerék a házhoz rögzül, így a nyomatékmódosító a hagyományos módon működik. Ekkor a bolygókerekek már körbe gördülnek az álló napkeréken. A harmadik fokozatban a ferodobetétes tengelykapcsoló a szivattyú- (bemenő) és a turbina- (kimenő) tengely között mechanikus kapcsolatot hoz létre, azaz a harmadik fokozat jó hatásfokú direkt fokozat. A hajtóművel hidrodinamikus fékezés is lehetséges. A hajtómű közvetlen kapcsolódik a homlokfogaskerekes irány- és fokozatváltóhoz, melyek csak álló helyzetben kapcsolhatók.
A levegőellátást egy 1500 l/min teljesítőképességű Ganz Mk 135 típusú dugattyús légsűrítő biztosítja, a villamos fogyasztókat egy 2,2 kW-os töltődinamó és a 310 Ah-s, 24 V-os akkumulátor látja el. Mind a légsűrítőt, mind a töltődinamót, mind a hűtőventilátort egy gumirugós alapra elhelyezett mechanikus elosztóhajtással a dízelmotorról táplálják.

## Problémák
Az Mk49 sorozat nem teljesítette a vele szemben támasztott követelményeket. A mozdony 12 hengeres V elrendezésű dízelmotorja két, hathengeres soros motor "egybeépítésével" készült. Ettől a műszaki megoldástól várták, hogy a mozdony teljesítménye jelentősen felülmúlja az Mk48 sorozatú dízelmozdonyok teljesítményét. Az újítás a gyakorlatban azonban nem vált be. A Gyermekvasút 235 méternyi szintkülönbséget leküzdő, a hegyi vonalvezetés kis sugarú íveivel tűzdelt és meredek lejtőkkel épített pályáján számos vontatási problémát okozott a mozdonyok elégtelen teljesítménye.

## Felváltása
A Kecskeméti Kisvasúton visszatértek az Mk48 sorozatú dízelmozdonyok alkalmazására. Az Úttörővasúton és a sárospataki kisvasúton az Mk49 sorozatú dízelmozdonyok felváltására Mk45 sorozatú dízelmozdonyokat szereztek be Romániából. Magyarországi használatra az Mk49 sorozat óta nem gyártottak keskenynyomközű vontatójárműveket.

## Felújítás

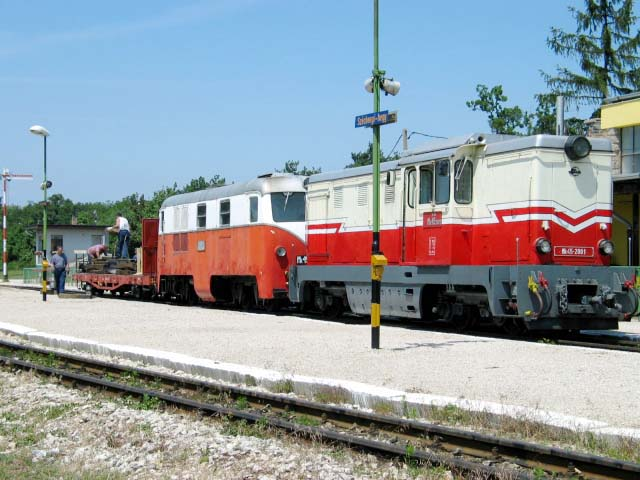
Mk49-es mozdony visszaszállítása Hűvösvölgybe

A mozdonysorozat egyetlen megmaradt példányát, a Gyermekvasút Széchenyi-hegy állomásán kiállított Mk49,2006 pályaszámú mozdonyt 2003. június 24-25-én leemelték kiállítási helyéről, majd a szükséges átvizsgálás és előkészítés után Mk45 sorozatú mozdonyokkal vontatva a hűvösvölgyi vontatási telepre szállították.
A mozdonyon végzett felújítási munkálatokat 2010-ben kezdték el. 2020 februárjában sikerült újra beindítani a mozdony motorját, márciusban pedig bekötötték a mozdony alá annak felújított eredeti forgóvázait és beemelték a géptérbe az összeszerelt főgépcsoportot és a segédüzemi elosztó hajtóművet, május elején pedig 47 év után önerőből tette meg az első métereit. A tervek szerint ismét forgalomba állítják a Gyermekvasúton. Történelmi vontatójárműként jelesebb alkalmakkor, illetve esetenként az ABamot nosztalgia motorkocsi pótlásaként közlekedik majd. A már működőképes felújított mozdony 2023. április 11-én 50 év után először továbbított újra személyszállító vonatot a "75 éves lett a Széchenyi-hegyi Gyermekvasút" eseményen Széchenyi-hegy és Virágvölgy között. A mozdony az Mk48 2030-as psz. mozdonyt, 2 db L.Á.E.V-es kocsit és egy kiskilátó kocsit továbbított.

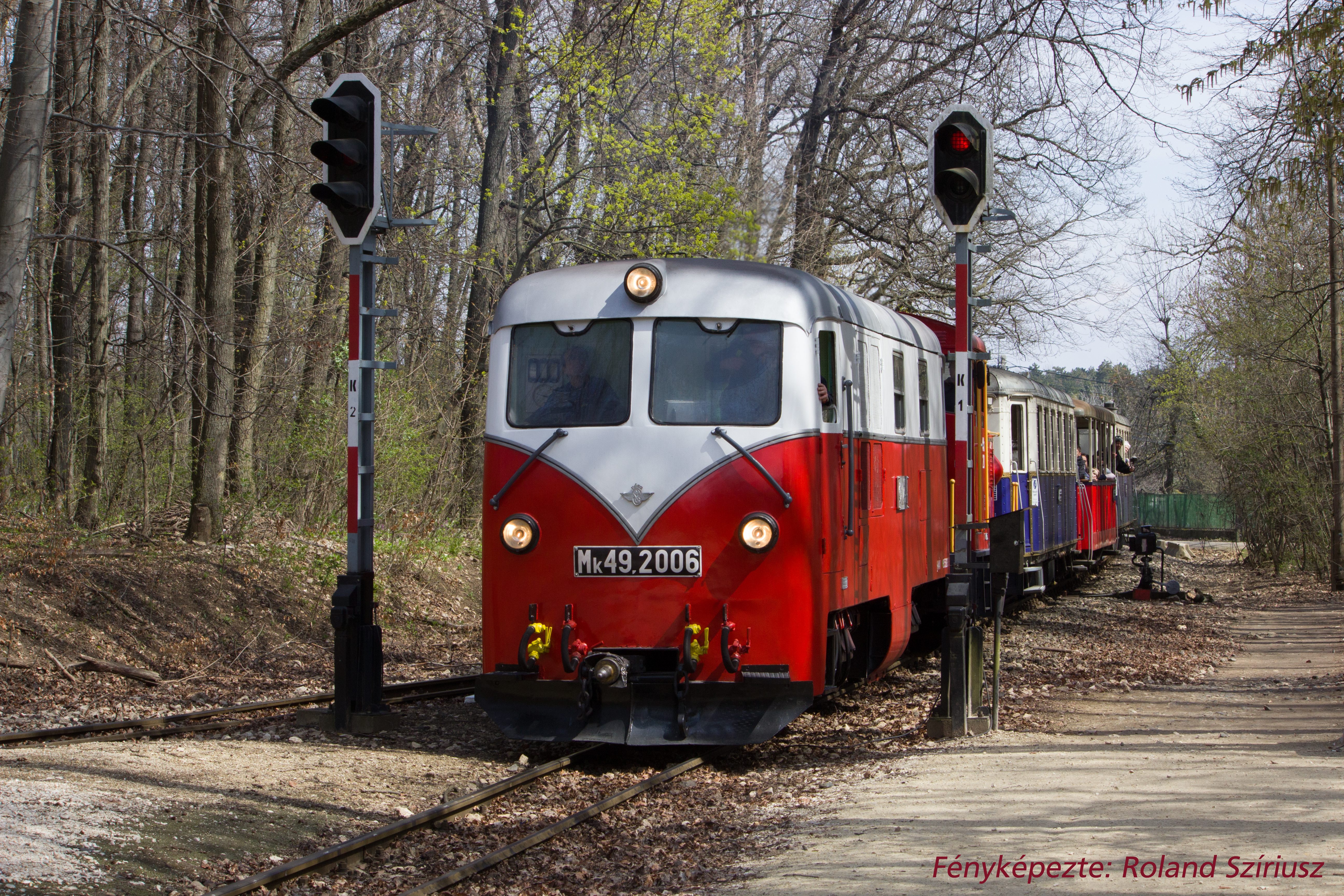
Nosztalgiavonat érkezik Csillebérc állomásra